# 7210 Darius
7210 Darius è un asteroide della fascia principale. Scoperto nel 1960, presenta un'orbita caratterizzata da un semiasse maggiore pari a 2,8363479 UA e da un'eccentricità di 0,0071127, inclinata di 3,00981° rispetto all'eclittica.
L'asteroide è stato così denominato in onore di Dario I di Persia, imperatore persiano.